# Реєро
Реєро (ісп. Reyero) — муніципалітет в Іспанії, у складі автономної спільноти Кастилія-і-Леон, у провінції Леон. Населення — 127 осіб (2010).
Муніципалітет розташований на відстані близько 310 км на північний захід від Мадрида, 48 км на північний схід від Леона.
На території муніципалітету розташовані такі населені пункти: (дані про населення за 2010 рік)
- Пальїде: 48 осіб
- Прімахас: 12 осіб
- Реєро: 48 осіб
- В'єго: 19 осіб

## Демографія
Динаміка населення (INE ):